# 阿勒銀漢魚屬
阿勒銀漢魚屬為輻鰭魚綱銀漢魚目銀漢魚科的其中一屬。

## 分類
- 艾氏阿勒銀漢魚(Alepidomus evermanni)

## 扩展阅读
- 維基物種上的相關：阿勒銀漢魚屬